# 领春木科
领春木科只有1属——领春木属（Euptelea）共2种：領春木（Euptelea pleiospermum）與多蕊領春木 （页面存档备份，存于）（Euptelea polyandra），分別原生於中国和日本。前者分布在中国除东北以外各地。
本科植物为落叶灌木或小乔木；单叶互生，圆形或近卵形，边缘有齿；花两性，先叶开放，无花被；果实为聚合果，每个果内有种子1－4颗。
1981年的克朗奎斯特分类法将其列入金缕梅目，1998年根据基因亲缘关系分类的APG 分类法将本科放入毛茛目。
领春木属的属名Euptelea源于希腊语eu（美丽）和ptelea（榆树）的合成词，指本属植物具翅的果实与榆果相似。